# 펜디
펜디(Fendi)는 이탈리아의 하이엔드급 명품 패션 브랜드로, 가죽 제품과 신발을 주로 다루는 고가의 명품 브랜드이다.

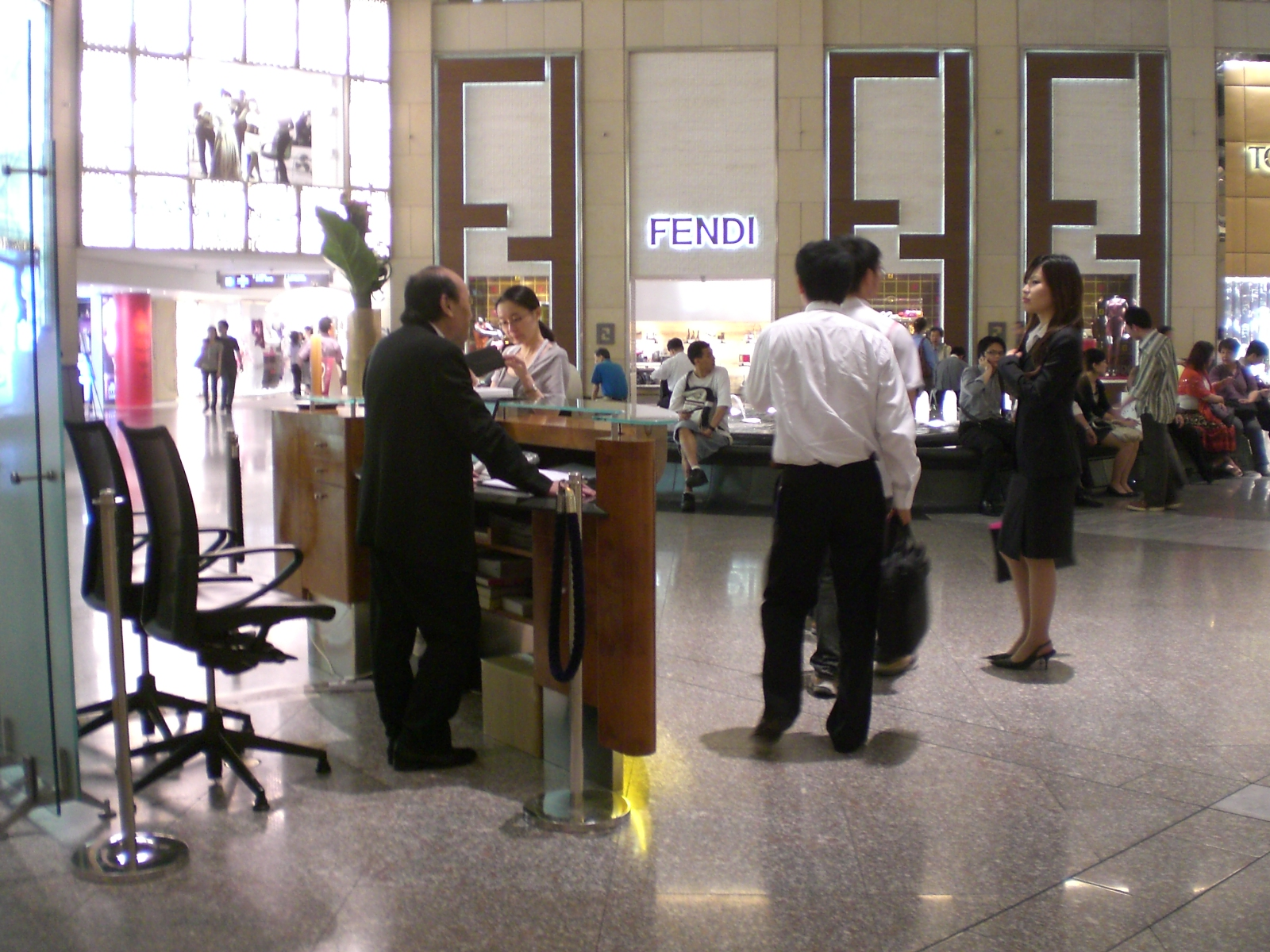
홍콩에 있는 펜디의 매장

## 연혁
에두아르도 펜디(Edoardo Fendi)와 아델 카사그란데(Adele Casagrande)에 의해 1925년에 설립되었다. 2001년에 LVMH 산하 기업이 되었으며, 본사는 로마에 있다.
1965년 이래 카를 라거펠트가 디자인 부문 책임자를 맡고 있으며 로고 또한 라거펠트가 디자인한 것이다.

## 대표 제품
펜디의 대표적인 제품으로 실비아 벤투리니 펜디(Sylvia Venturini Fendi)가 1997년에 디자인한 바게트 핸드백(Sac baguette, fr)이 있다. 이 제품은 섹스 앤 더 시티에 소품으로 등장하여 많은 인기를 얻었다. 바게트 백은 가격은 미니 275만원, 미디엄 410만원, 라지 439만원이다.
이외에도 펜디의 유명 제품으로는 피카부 백이 있다. 피카부 백은 2009년 출시된 핸드백으로 가격대는 미니 사이즈가 479만원, 에센셜리 라인은 535만원, 미디엄 사이즈가 619만원이다. 저 가격에서 가죽이 달라지면 가격대가 더 올라간다.